# Laquon Treadwell
Laquon Malik Treadwell (* 14. Juni 1995 in Crete, Illinois) ist ein US-amerikanischer American-Football-Spieler auf der Position des Wide Receivers. Zurzeit steht er bei den Indianapolis Colts in der National Football League (NFL) unter Vertrag. Zuvor spielte Treadwell für die Minnesota Vikings, die ihn in der ersten Runde des NFL Draft 2016 ausgewählt hatten. Außerdem war er auch für die Atlanta Falcons, Seattle Seahawks, Jacksonville Jaguars und Baltimore Ravens aktiv.

## Frühe Jahre
Treadwell ging in seiner Geburtsstadt Crete auf die Highschool. Später besuchte er die University of Mississippi, wo er im Collegefootball aktuell den Schulrekord für die meisten Passfänge innerhalb drei Saisons hält (202); dabei erzielte er 2.393 Yards.

## NFL

### Minnesota Vikings
Treadwell wurde im NFL Draft 2016 in der ersten Runde an 23. Stelle von den Minnesota Vikings ausgewählt. Am 6. November 2016 im Spiel gegen die Detroit Lions erzielte er seinen ersten Passfang in der NFL. Es blieb für ihn der einzige in seiner Rookiesaison. Erst in seinem dritten NFL-Jahr erzielte er seinen ersten Touchdown am zweiten Spieltag gegen die Green Bay Packers. Am 1. Mai 2019 gaben die Minnesota Vikings bekannt, Treadwell nicht über die Saison 2019 heraus zu verlängern. Treadwell erzielte seinen zweiten Touchdown in der NFL im Spiel gegen die Seattle Seahawks am 13. Spieltag der 2019er Saison.

### Atlanta Falcons
Am 22. März 2020 unterschrieb Treadwell einen Vertrag bei den Atlanta Falcons. Am 5. September entließen die Falcons Treadwell im Rahmen der Kaderverkleinerung auf 53 Spieler für die Regular Season, nahmen ihn aber am 16. September in ihren Practice Squad auf. Am 1. Dezember wurde er in den regulären Kader befördert. Sein Debüt für die Falcons gab er am 6. Dezember 2020 bei der 16:21-Niederlage gegen die New Orleans Saints, bei der er in den Special Teams zum Einsatz kam.

### Jacksonville Jaguars
Im Juni 2021 nahmen die Jacksonville Jaguars Treadwell unter Vertrag. Am 31. August 2021 entließen die Jaguars Treadwell im Rahmen der Kaderverkleinerung auf 53 Spieler und nahmen ihn tags darauf in ihren Practice Squad auf. Am 6. November wurde er dann aktiven Kader befördert.
Am 21. März 2022 verlängerte er seinen Vertrag um ein Jahr. Am 29. August 2022 wurde er im Rahmen der Kaderverkleinerung auf 53 Spieler entlassen.

### New England Patriots
Am 6. September 2022 schloss Treadwell sich dem Practice Squad der New England Patriots an. Am 4. Oktober wurde er wieder entlassen.

### Arizona Cardinals
Am 12. Oktober 2022 nahmen die Arizona Cardinals Treadwell für ihren Practice Squad unter Vertrag. Am 26. November wurde er wieder entlassen.

### Seattle Seahawks
Am 1. November 2022 schloss Treadwell sich dem Practice Squad der Seattle Seahawks an. Er fing in sechs Spielen sechs Pässe für 42 Yards Raumgewinn.

### Baltimore Ravens
Am 6. Juni 2023 nahmen die Baltimore Ravens Treadwell unter Vertrag. Er kam in fünf Spielen zum Einsatz und fing einen Pass für 16 Yards.

### Indianapolis Colts
Am 24. Juli 2024 verpflichteten die Indianapolis Colts Treadwell.